# Puente Bagratión
El puente Bagratión (en ruso: Мост Багратион), sobre el río Moscova en Moscú, es un puente de hormigón y vidrio de dos plantas cubierto destinado a los peatones. El nivel inferior, completamente acristalado, es a la vez un pasaje con tiendas con docenas de pequeños comercios, cafés y restaurantes; la parte superior, parcialmente acristalada tiene una plataforma de observación. El puente tiene una longitud de 214 m, tiene una anchura de 16 m y una altura de 14 m.

## Descripción
Se construyó en 1997 como conmemoración del 850 aniversario de la ciudad según un diseño del arquitecto Borís Chor. El puente Bagratión debe su nombre al militar Piotr Bagratión, que se hiciera popular durante la guerra franco-rusa en 1812.
El puente se encuentra en la parte oeste del centro de Moscú y une la vibrante calle Prospecto Kutúzovski con el nuevo Centro Internacional de Negocios de Moscú. La estación del Metro de Moscú Výstavochnaia (Delovói Tsentr) se encuentra en las cercanías del puente.